# L'isola del gabbiano
L'isola del gabbiano (Seagull Island) è una miniserie televisiva in cinque puntate co-prodotta da Italia e Gran Bretagna nel 1981 e diretta da Nestore Ungaro.
Andata in onda in Gran Bretagna dal 18 luglio al 15 agosto 1981 sulla rete ITV, in Italia è stata trasmessa dal 1º al 29 aprile 1982 in prima serata sulla Rete 1 (l'odierna Rai 1).

## Trama
Barbara, giovane ragazza inglese, giunge a Roma alla ricerca della sorella Mary Ann, musicista, cieca, che da qualche tempo non dà più notizie di sé. Alcuni tragici fatti, che hanno visto coinvolte altre ragazze non vedenti nella capitale italiana, portano Barbara a sospettare dell'esistenza di uno psicopatico, che potrebbe aver fatto del male anche a sua sorella. Dopo alcune indagini si giunge a David Malcolm, un inglese che sembra aver corteggiato insistentemente Mary Ann. Coadiuvata dall'amico Martin, Barbara scopre che David, qualche mese prima, aveva ospitato Mary Ann nell'isola di proprietà di una sua ricca cugina, Carol. L'isola, sita fra la Corsica e la Sardegna, è denominata L'isola del gabbiano. Dopo un'aggressione ed un ricovero in ospedale, Barbara, d'accordo con i medici, finge di aver perso la vista e, recatasi alle Terme di Saturnia, luogo spesso frequentato da David Malcolm, incontra l'uomo che, credendola cieca, comincia a corteggiarla e di lì a poco la invita nell'isola di sua cugina.

## Luoghi delle riprese
Il film è stato girato tra Roma, Porto Ercole, Porto Santo Stefano, Porto Cervo e le Terme di Saturnia. Le scene subacquee sono state girate a Monte Argentario. 